# The Saboteur
『The Saboteur』（ザ・サボチュア）は、パンデミック・スタジオが開発した、第二次世界大戦を舞台にしたサードパーソンアクションゲームである。欧米では2009年12月8日に発売された。発売元はエレクトロニック・アーツ（EA）。

## ストーリー
1940年、フランスに暮らすアイルランド人のレーシング・ドライバー兼メカニックであるショーン・デブリン（Sean Devlin）は、レースに参加するため、独仏国境の街ザールブリュッケンを訪れた。やがてレースが始まりショーンは順調に順位を上げていくが、当局に後押しされたドイツ人レーサー、クルト・ダーカー（Kurt Dierker）の妨害により脱落してしまう。報復のためにダーカーの務める自動車工場に親友の整備士ジュールとともに忍び込むのだが、彼らはイギリスの工作員と誤認され、武装親衛隊の将校でもあるダーカーによって逮捕された。ジュールは拷問の末に殺害されてしまったが、ショーンは辛くもダーカーの元を逃れた。そして、逃亡する道中でドイツ軍のフランス侵攻の始まりを目撃するのだった。
数ヶ月後、ショーンは自暴自棄になってジュールの両親が経営するパリのキャバレー、La Belle Du Nuitに入り浸っていた。そこに現れた元作家のレジスタンス指導者、ルークの誘いを受け、ショーンはドイツ軍の燃料集積所への破壊工作に関与する。以後、ショーンはダーカーへの復讐の機会を求め、ルーク率いるレジスタンス、さらにはイギリス特殊作戦執行部（SOE）からの様々な依頼を受けていくことになる。

## システム
本作では、オープンワールドとして忠実に再現されたパリ市内と近郊の街を自由に移動しながらストーリーを進めていく。占領下のエリアでは画面の色調が白黒だが、ミッションを進めて解放されたエリアはカラーになる。建物の屋上までよじ登ったり、電線をつたって建物間を移動することができる。ライフは自動回復を採用しており、負傷した際は画面が赤く表示される。レジスタンスの拠点は、ミッションの進行に伴い増えていく。これらの拠点には整備工場が設置され、車両の保存や修理が可能。武器・弾薬・地図・各アップグレードは、マップ内に数人いる武器商人から購入可能で、品揃えはストーリーの進行やスキルアップにより増えていく。格闘で殺害したドイツ兵からは軍服を奪い、変装することができる。
犯罪や破壊工作などの不審な行動をドイツ兵に目撃された場合、笛を吹かれて指名手配される。警戒レベルは円形で表示され、警戒区域から抜け出すか、マップ内の隠れ家に一定時間隠れるなどいくつかの手段で解除できる。ただし、警戒レベルが高くなると、解除の手段が制限される。

## 開発
本作は、2007年の初めに制作が発表された。その後しばらくは続報がなかったが、2009年のEA European Showcaseにてゲームプレイの様子が初めて公開された。この際のリードデザイナーThomas Frenchによるプレゼンテーションでは、「マーセナリーズシリーズに第二次世界大戦下のパリとレースゲームを足したもの」と説明された。映画『スパイダーマン3』などでも音楽を担当し、ゴールデングローブ賞やエミー賞の候補となったこともある作曲家、クリストファー・ヤングが音楽を担当した。
主人公ショーン・デブリンは、特殊作戦執行部（SOE）のエージェントとして活動したレーサー、ウィリアム・グローバー＝ウィリアムズがモデルである。パンデミックの共同創業者でもあるAndrew Goldmanが、国際線の機内で読んだブガッティのレーシングチームに関する本の中で、グローバー＝ウィリアムズのエピソードに触れられていたことが本作開発のきっかけとなった。Frenchによれば、ショーンはグローバー＝ウィリアムズを下敷きにしつつも、インディアナ・ジョーンズやジョン・マクレーンを始めとする現代のアクションヒーローも多数参考にし、そこにスティーブ・マックイーンのようなクールなヒーロー像を吹き込んだキャラクターであるという。アイルランド人（グローバー＝ウィリアムズはイギリス人だった）という設定は、中立国という出自を与えることによって、物語を戦争への政治的な動機に左右されないショーン個人のものとするためのものであった。
ドイツ占領下の地域では、画面の色調は赤色のみが強調された白黒となる一方、レジスタンスに解放された地域はフルカラーへと変わる。これはWill to Fightシステムと称され、占領下のパリ市民らの世界の見え方を象徴的に描いたものであるという。すなわち、暗く抑圧された占領下の世界と、市民が抵抗のために立ち上がった刺激的な世界とを対比しているのである。このシステムはパリの華やかさと占領下の抑圧を同時に描くために考案されたものである。
本作の世界観について、Frenchは歴史的に正確というよりは「歴史に触発された」（historically inspired）ものであると表現し、開発中の信念は「『インディ・ジョーンズ』を増やし、『プライベート・ライアン』を減らす」（More Indiana Jones and less Saving Private Ryan）であったと述べた。これは例えば、1940年代には廃止されていたはずのツェッペリン飛行船が作中のドイツ軍によって広く使われているといった描写にも見られる。ショーンの出自やWill to Fightシステムと合わせ、従来の第二次世界大戦を題材としたビデオゲームと異なった体験をプレイヤーに与えるための工夫であったという。こうした世界観とショーンのキャラクターの組み合わせについて、開発中は「『インディ・ジョーンズ』の世界の『ダイ・ハード』ヒーロー」（a Die Hard hero in an Indiana Jones world）と説明されていたという。
発売と同時にDLC『The Midnight Show』がリリースされた。『The Midnight Show』では、いくつかの新エリアやミニゲーム、隠れ家として使える売春宿のほか、女性キャラクターのヌード描写の切り替え機能が追加された。20世紀初頭における有数の歓楽街でもあったパリの喧騒や猥雑な雰囲気を再現することを目的としたものだったが、性表現のあり方についていささかの物議を醸した。同時期にはMass EffectやDragon Age: Originsなど、他のEAの製品でも性表現についての議論が起こっていた。
開発スタジオのパンデミックは、2009年度のEAの業績悪化に伴うコスト削減計画の一環として、本作開発中に解散が決定していた。その後、EA Los Angelesに吸収されたため、本作が最後のタイトルとなった。
2010年1月21日、本作のiOS版がリリースされた。開発および発売元はHands-On Mobileであり、PC/PS3/XBox 360版とは大きく異なる。iOS版は2Dアクションゲームであり、Will to Fightシステムは採用されていなかった。

## 評価
レビュー収集サイトのMetacriticによれば、本作のPC版は「概ね好評」（generally favorable）、PlayStation 3版およびXbox 360版は「賛否両論あるいは平凡」（mixed or average）、iOS版は「概ね不評」（generally unfavorable）のレビューを受けていた。